# Jucu de Mijloc, Cluj

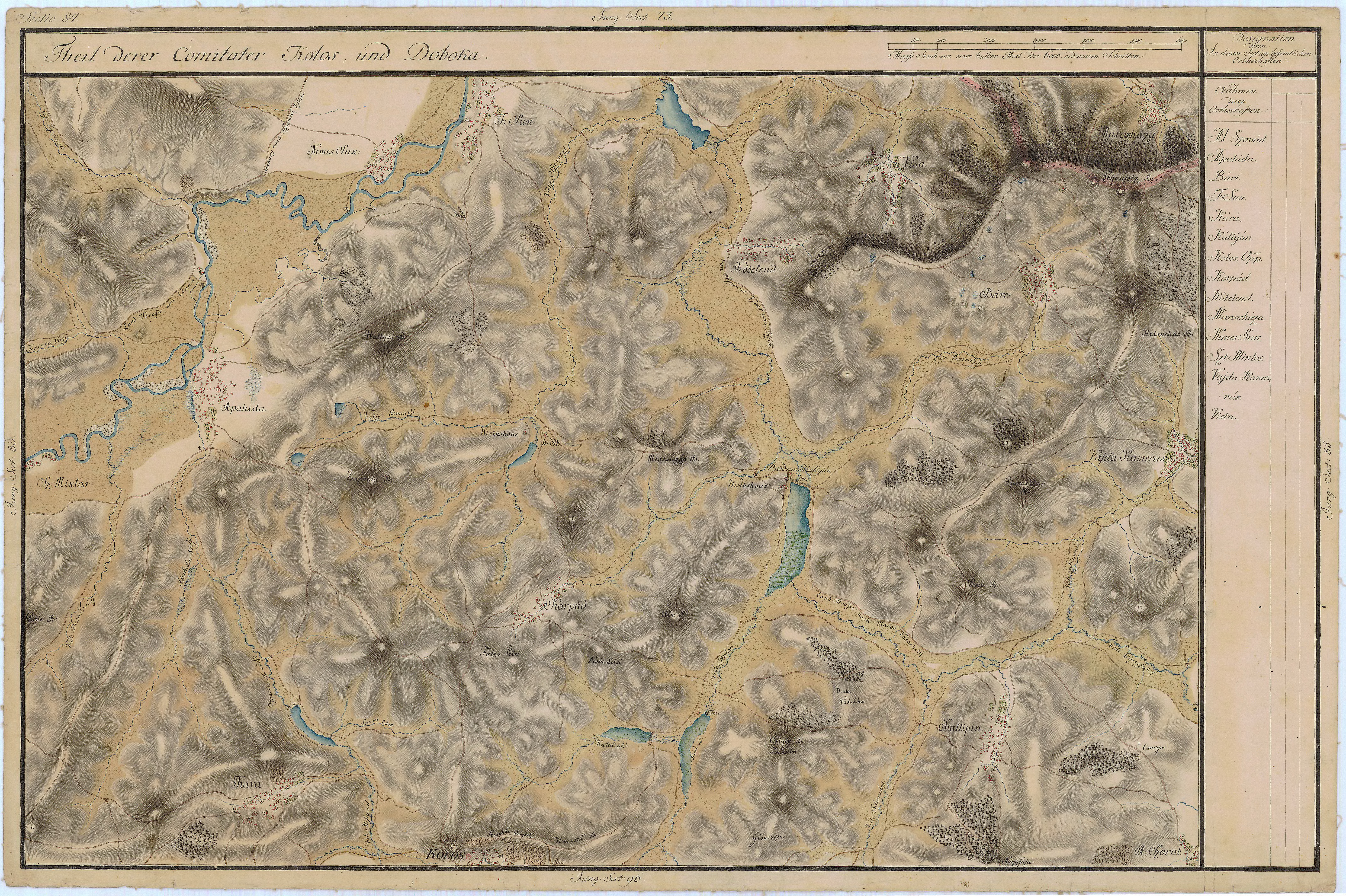
Jucu de Mijloc pe Harta Iosefină a Transilvaniei,
1769-1773 (Sectio 084)

Jucu de Mijloc (în maghiară Nemeszsuk) este un sat în comuna Jucu din județul Cluj, Transilvania, România.

## Istoric
Este atestat documentar din 1325. 
Inițial sat cu populație majoritar maghiară, devine după anul 1461 un sat românesc. 
Complet distrus în jurul anului 1666, a fost repopulat după anul 1674 de către 20 familii de mici nobili români din zona Chioarului.
Pe Harta Iosefină a Transilvaniei din 1769-1773 (Sectio 084), localitatea apare sub numele de „Nemes Suk”.

## Galerie de imagini

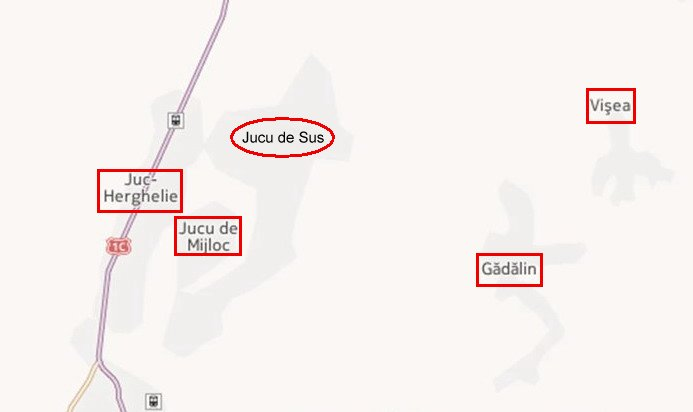
Comuna Jucu şi satele componente
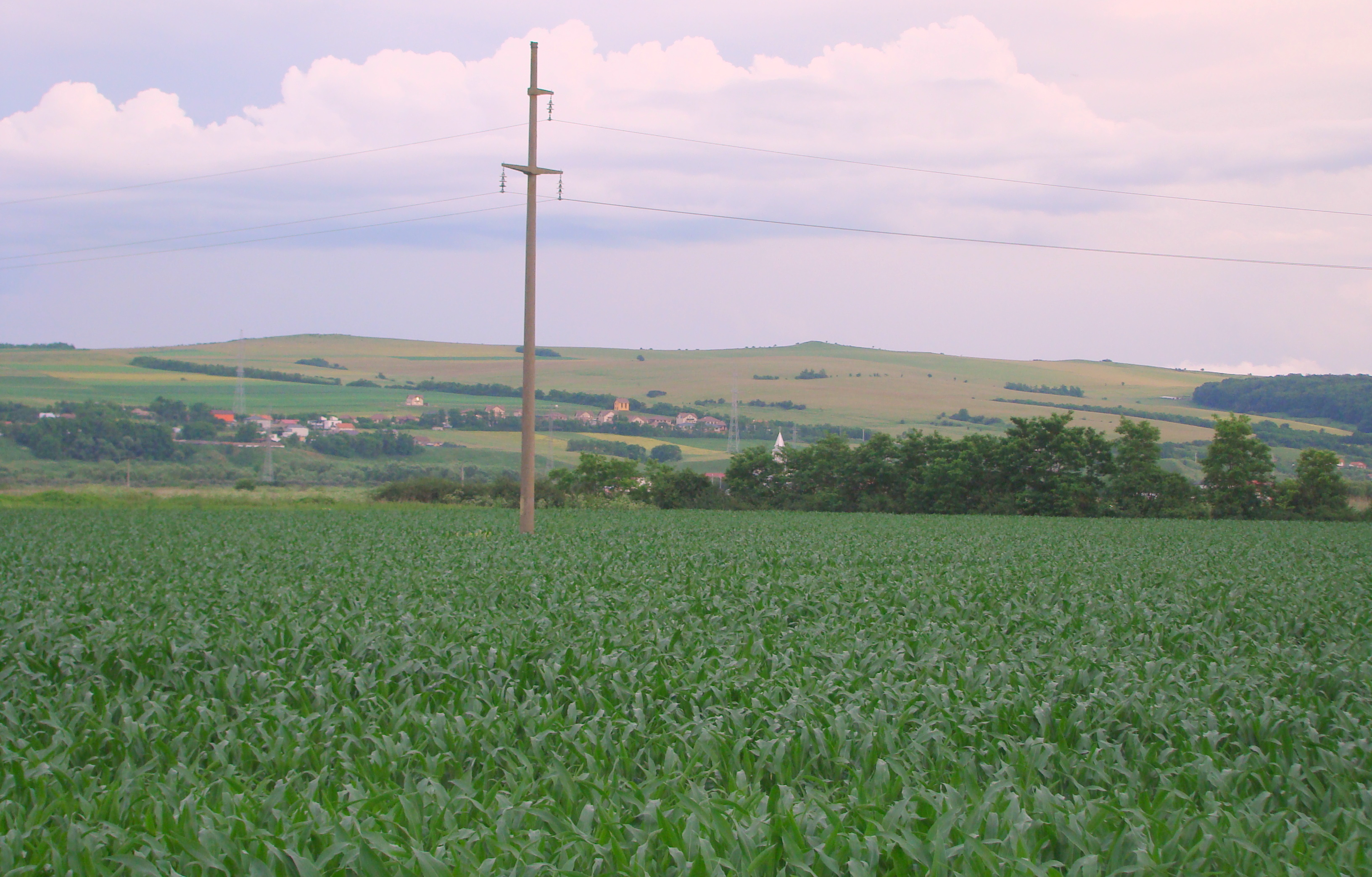
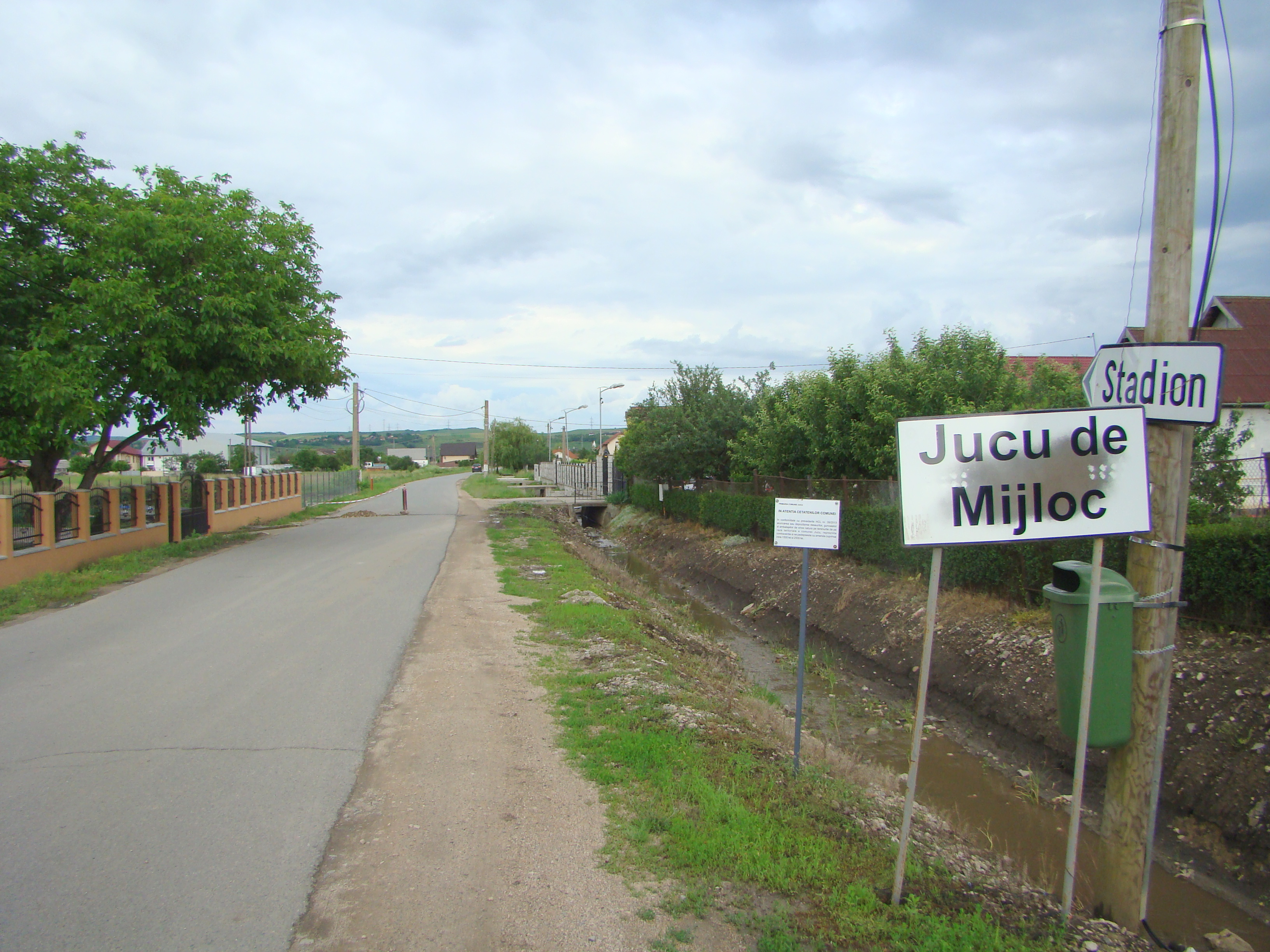
Intrarea în localitate
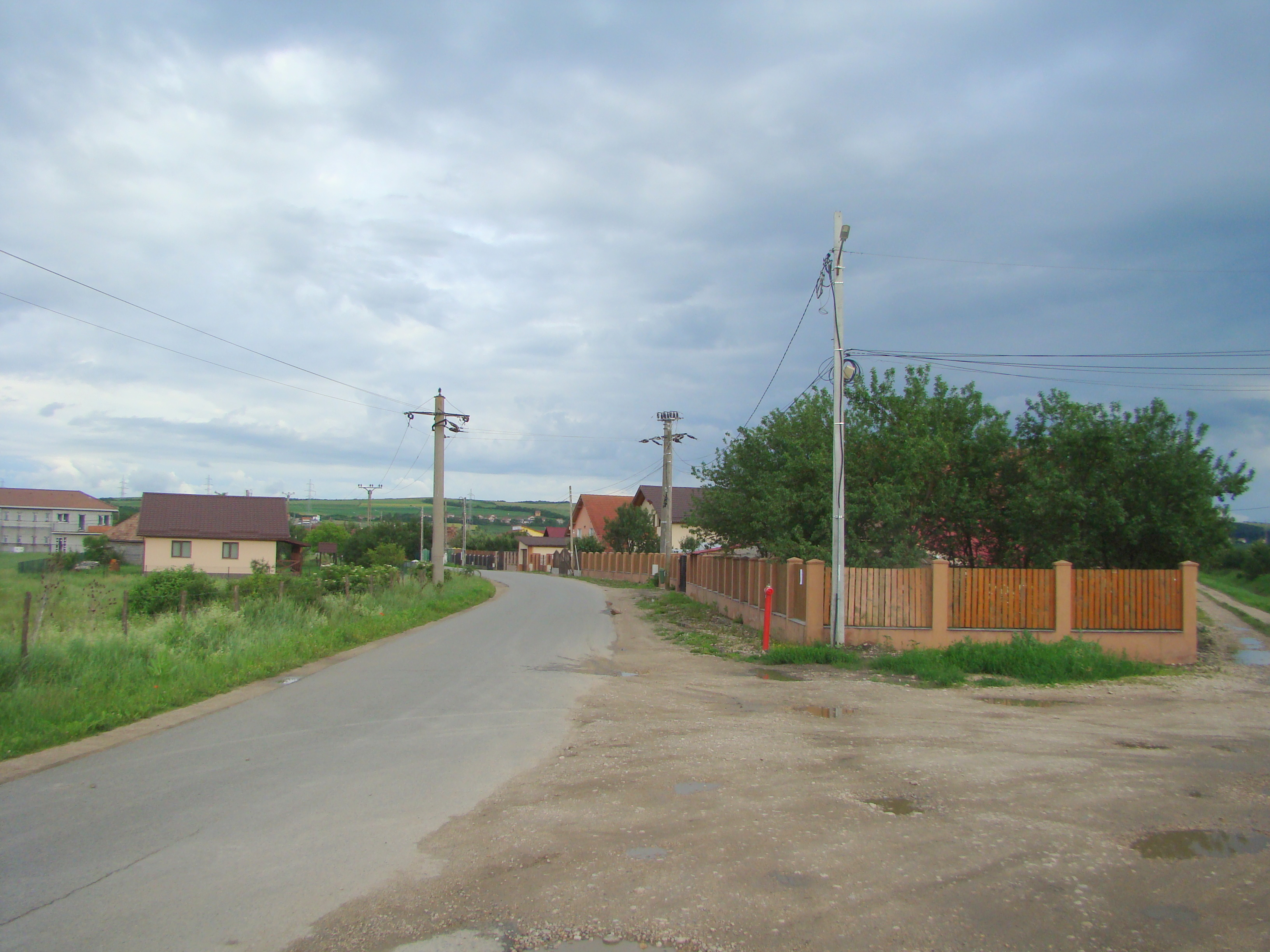
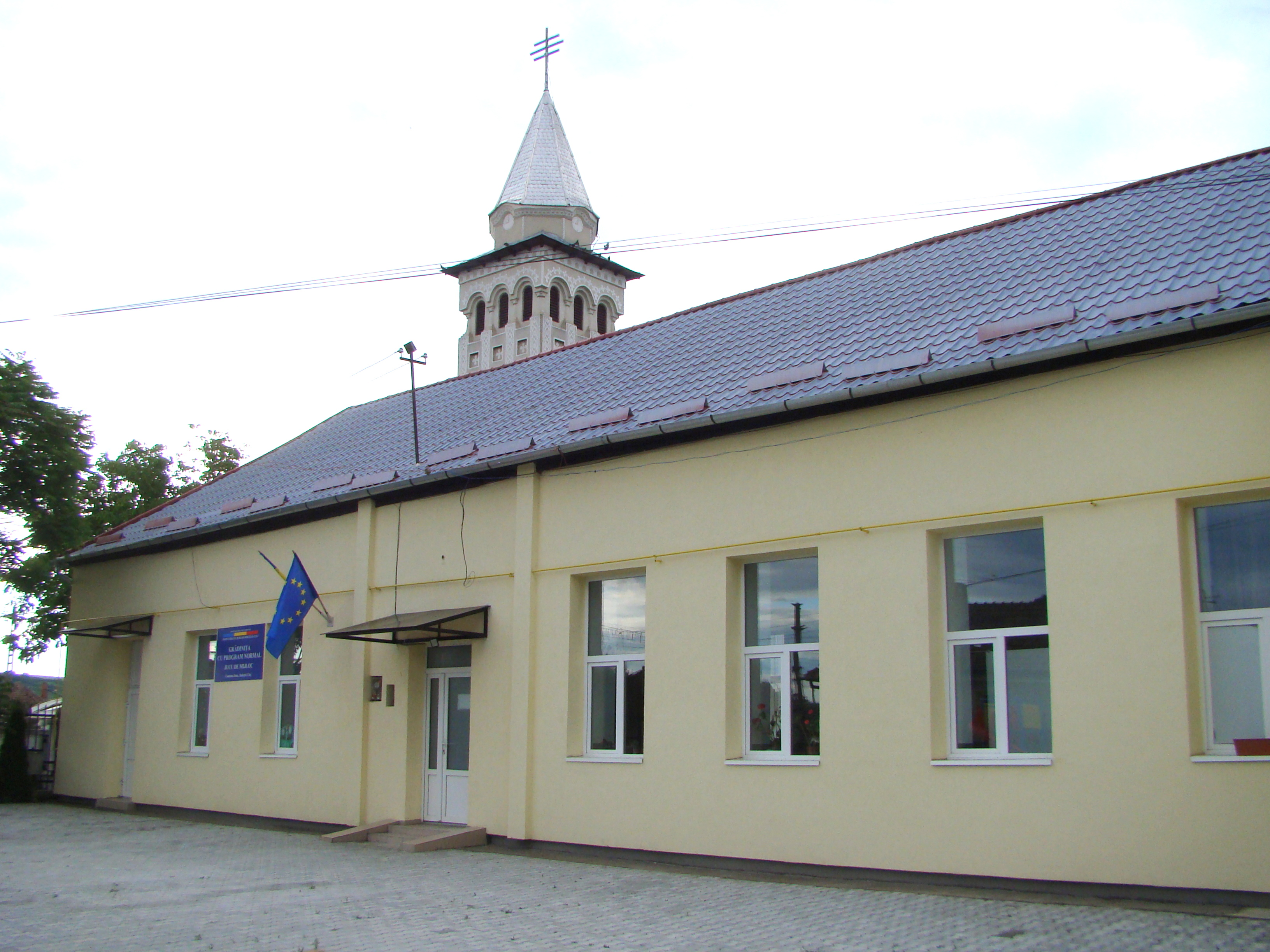
Grădiniţa
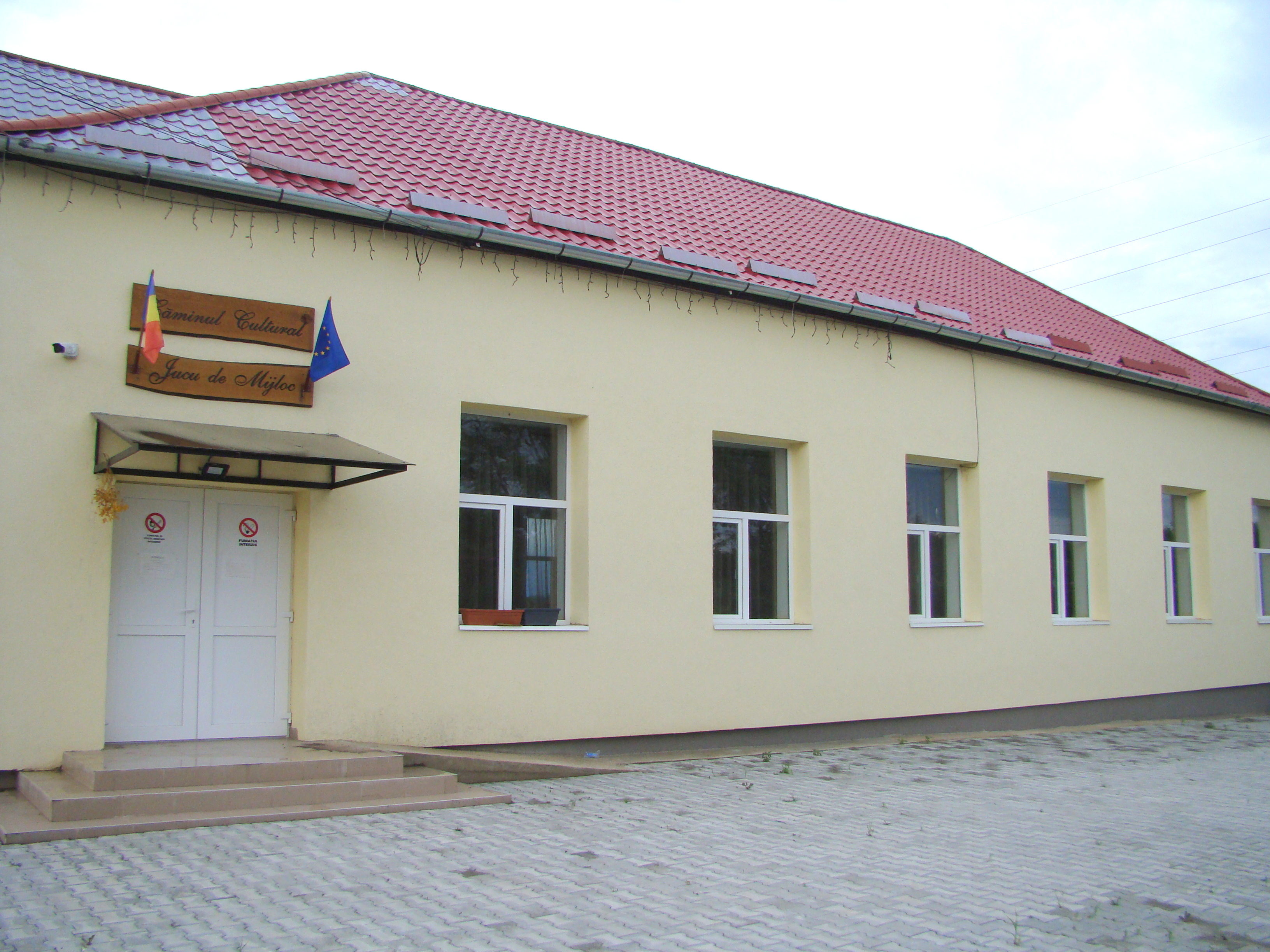
Căminul cultural
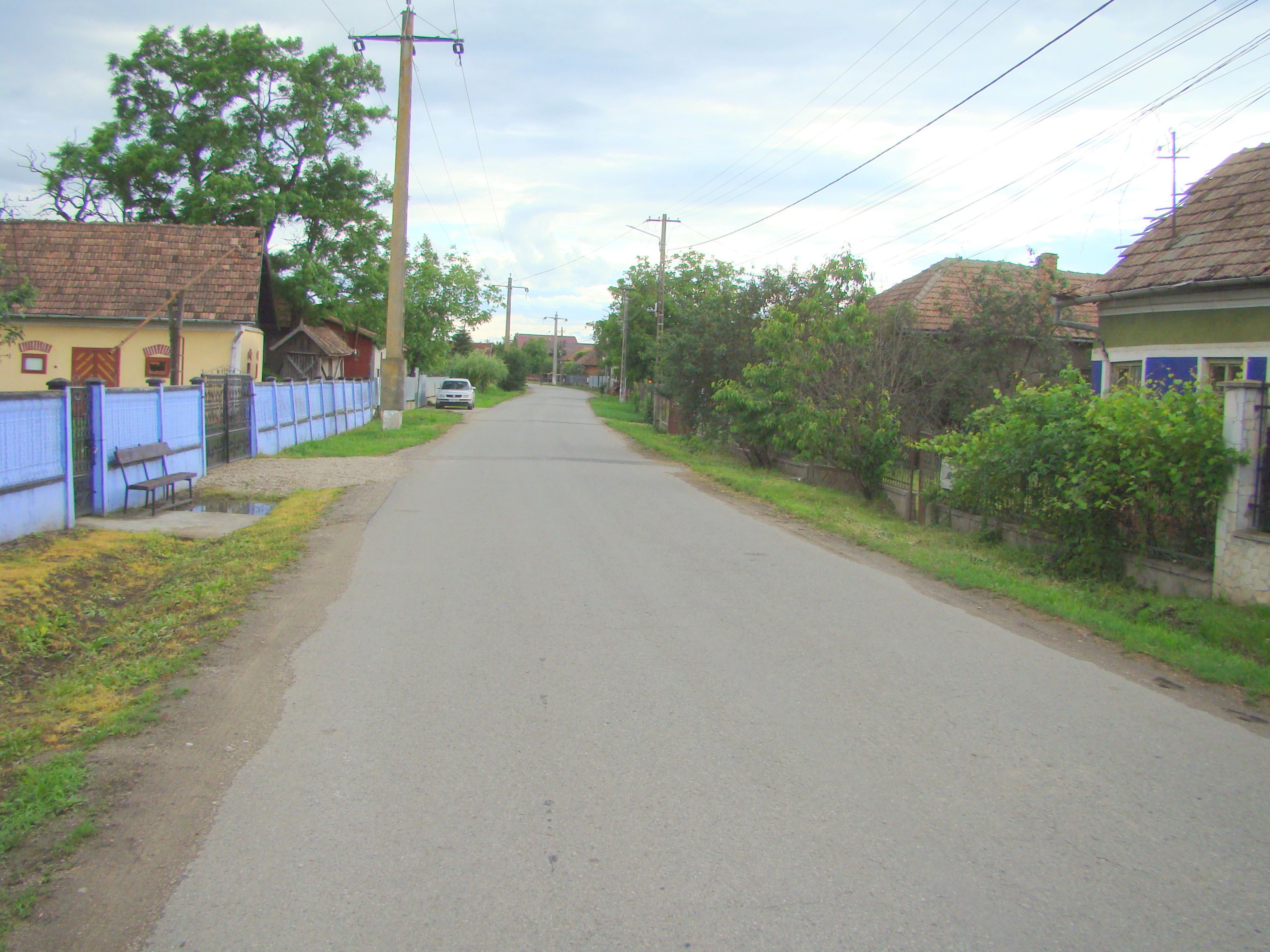
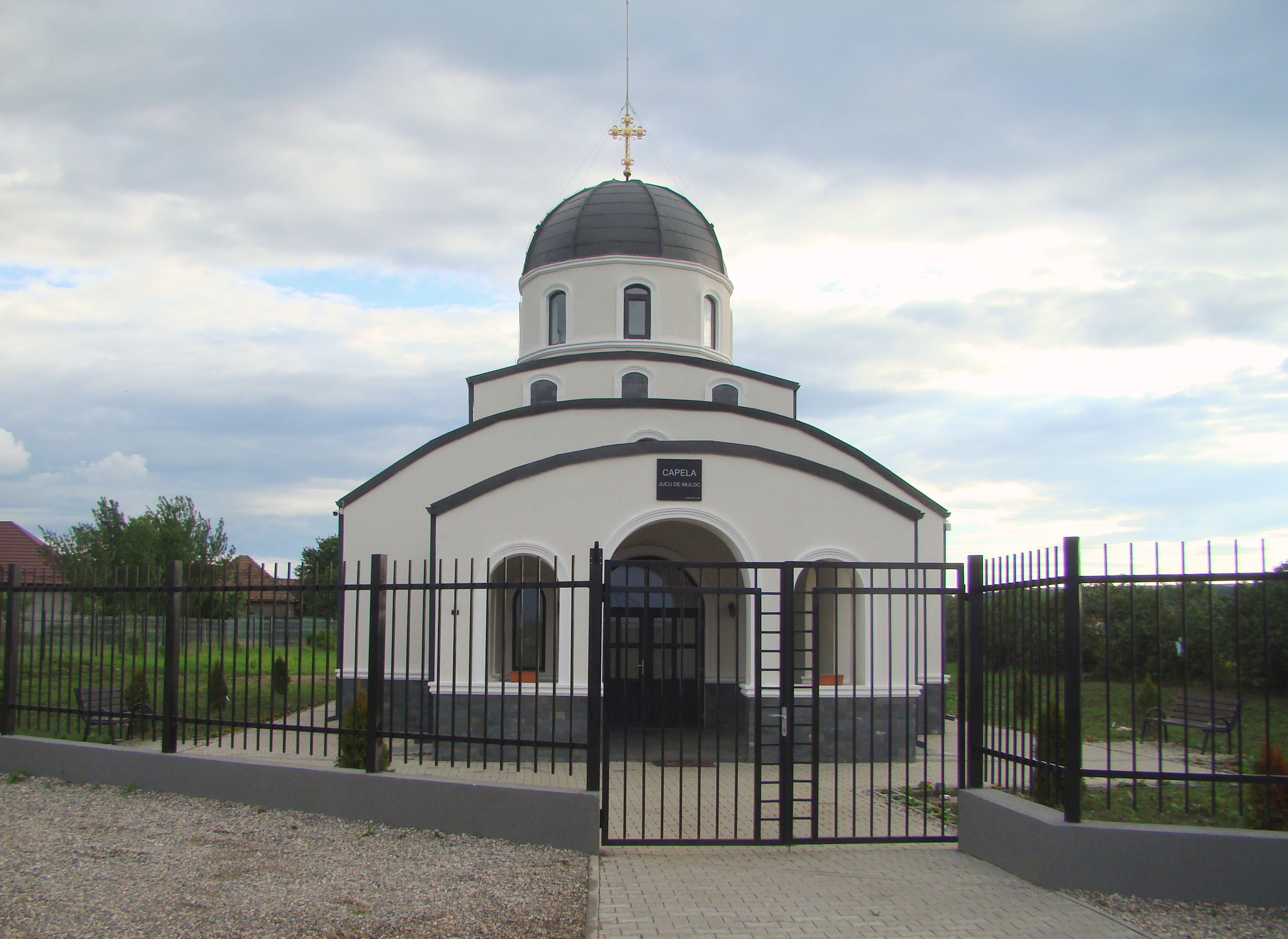
Capela
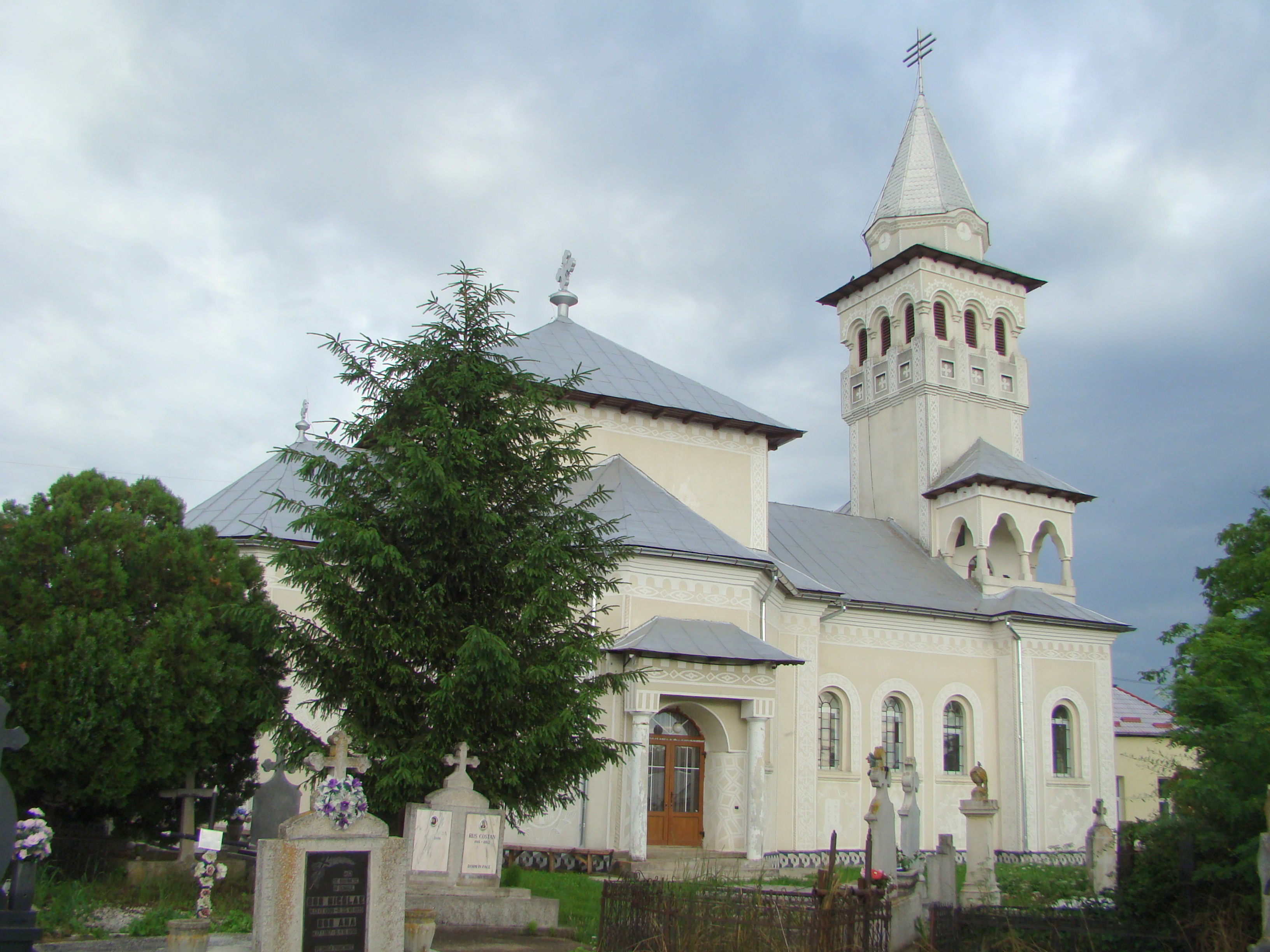
Biserica „Sfinții Arhangheli Mihail și Gavriil”
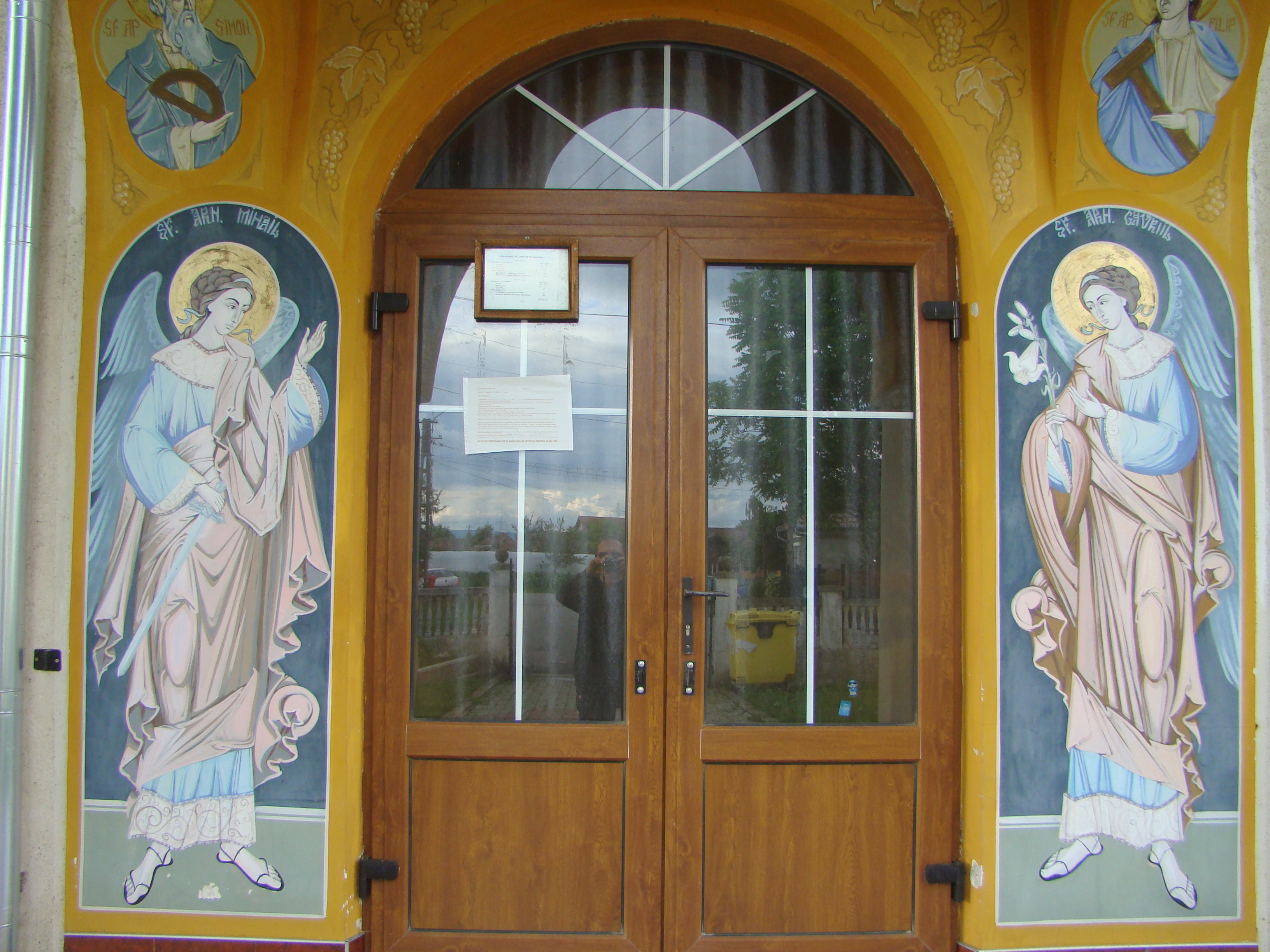
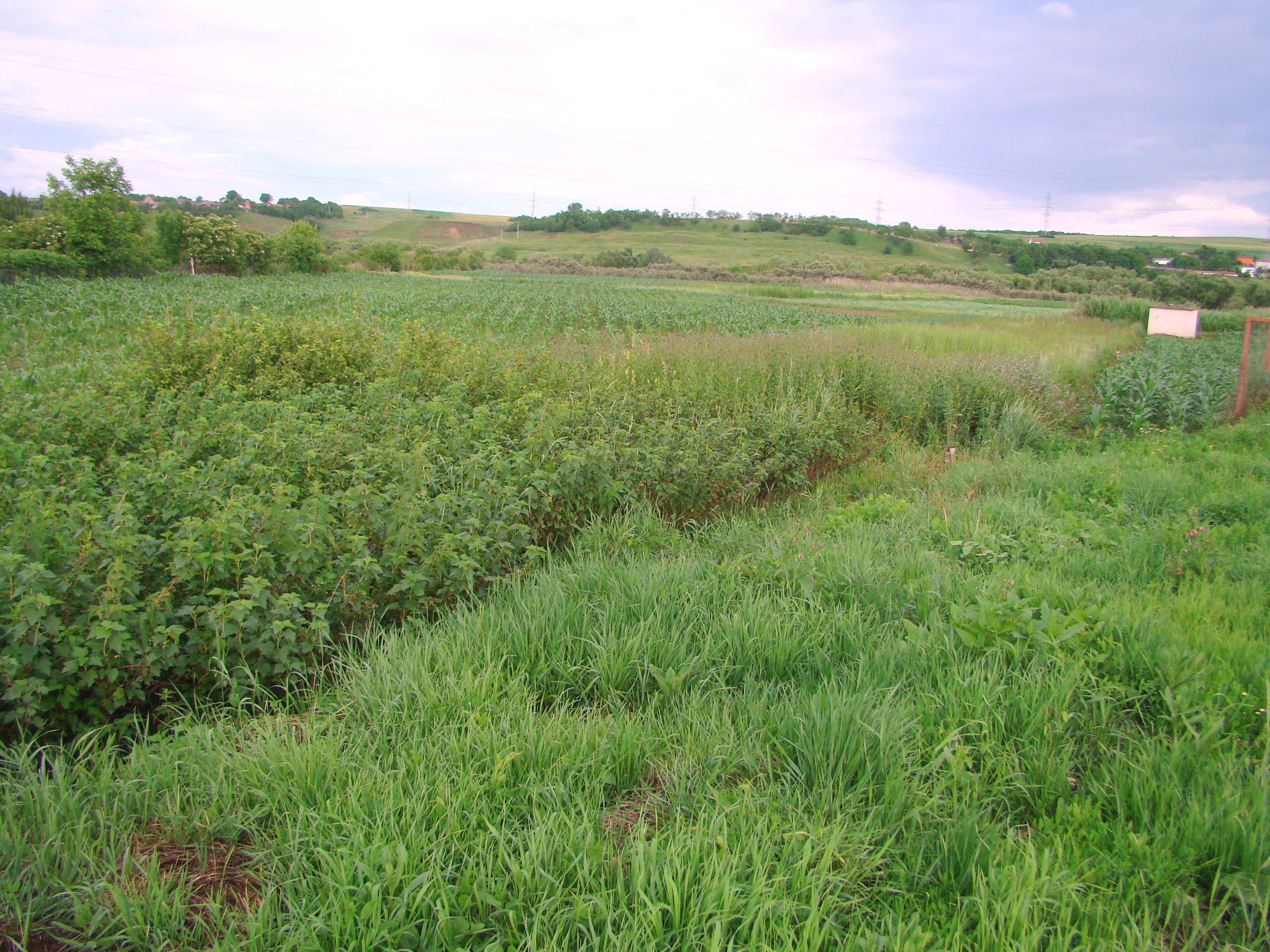
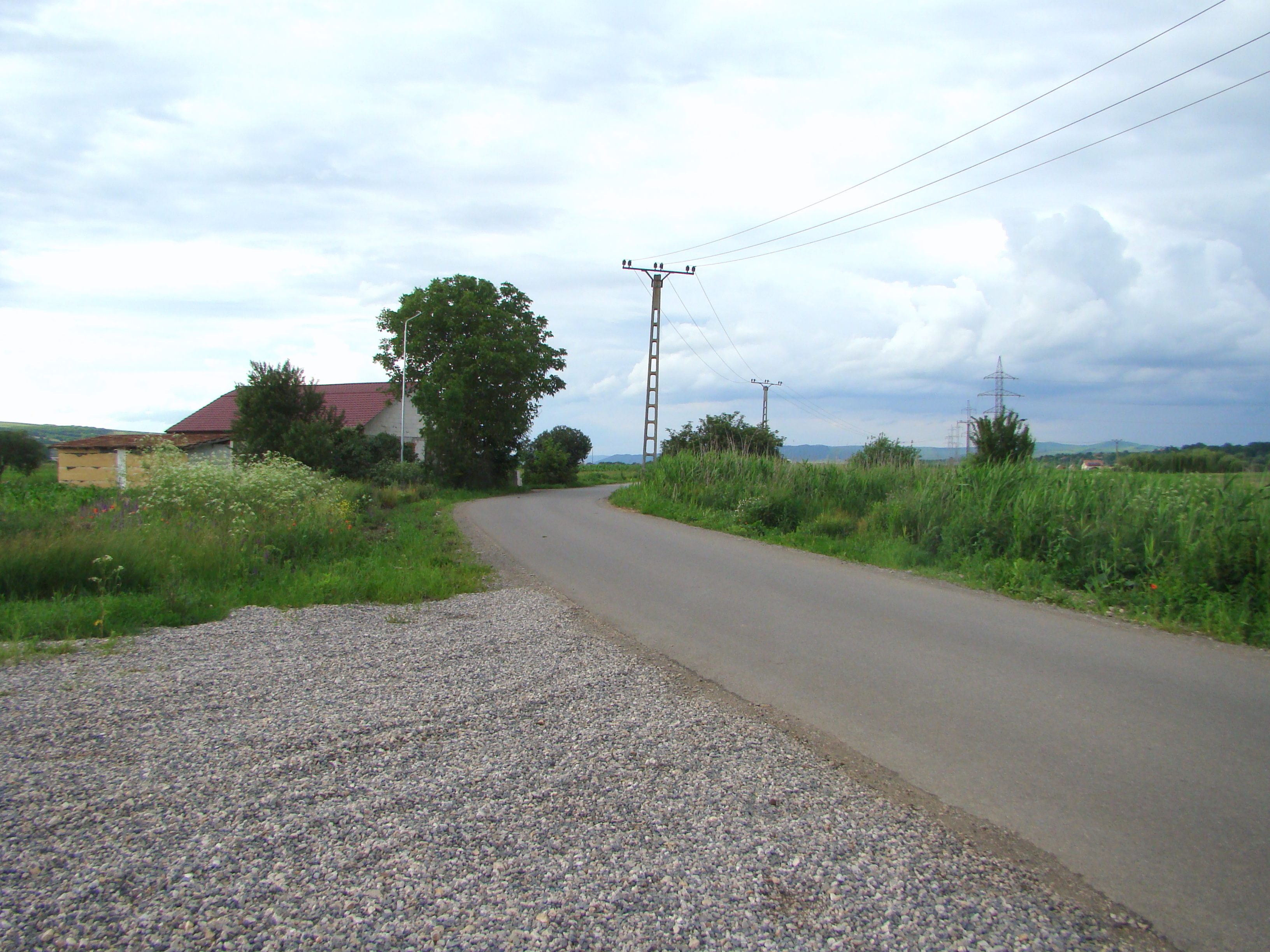